# Cryptocephalus implacidus
Cryptocephalus implacidus är en skalbaggsart som beskrevs av R. White 1968. Cryptocephalus implacidus ingår i släktet Cryptocephalus och familjen bladbaggar. Inga underarter finns listade i Catalogue of Life.